# Жарыкбас
Жарыкбас (каз. Жарықбас, до 1992 г. — Леонтьевка) — село в Байдибекском районе Туркестанской области Казахстана. Входит в состав Алмалинского сельского округа. Код КАТО — 513639200.

## Население
В 1999 году население села составляло 554 человека (284 мужчины и 270 женщин). По данным переписи 2009 года, в селе проживало 648 человек (312 мужчин и 336 женщин).